# کودتای ۱۹۶۰ ترکیه
کودتای ۱۹۶۰ ترکیه، در ۲۷ مه ۱۹۶۰ رخ داد که نیروهای مسلح ترکیه، دولت منتخب این کشور را برکنار کرده و کودتا کردند. کودتا به وسیله افسران عمدتاً میان رتبه انجام شد. آن هم پس از آن که تنش بین حزب حاکم دموکرات و حزب جمهوری خلق که در جبهه مخالف قرار داشت، بالا گرفت. رهبر کودتا، ژنرال جمال گورسل بود. به دنبال این کودتای نظامی در کشور، بیش از ۶۰۰ نفر از وزیران و مقامات دولتی محاکمه شدند. در پایان محاکمه‌ها، با وجود درخواست فرجام رهبرانی همچون جان اف کندی، رئیس‌جمهور وقت آمریکا، ملکه الیزابت دوم بریتانیا و شارل دوگل، رئیس‌جمهور آن زمان فرانسه، ۱۵ نفر از متهمان به جرم جنایت علیه قانون اساسی با مجازات مرگ روبرو شدند.
در ۱۵ سپتامبر ۱۹۶۲، فاتن رشدی زورلو، وزیر خارجه وقت و حسن پل آتکان، وزیر دارایی وقت در جزیره ایمرالی که در جنوب این منطقه قرار دارد، به دار آویخته شدند.
عدنان مندرس، نخست‌وزیر ترکیه نیز که برنده سه انتخابات شده بود و به مدت ۱۰ سال رهبری دولت را به عهده داشت، با قرص خواب اقدام به یک خودکشی ناموفق کرد و دو روز بعد به دار آویخته شد.
محمود جلال بایار، رئیس‌جمهور ترکیه نیز به دلیل سالخوردگی از اعدام جان به در برد. او در آن هنگام ۷۸ سال داشت.
از نظر بسیاری از ترک‌ها، این کودتا مفید بود. بعد از ۱۸ ماه انتخابات دیگری برگزارشد و قانون اساسی جدیدی به تصویب رسید، قانونی که به گفته بسیاری از ترک‌های لیبرال، بهترین قانون اساسی بود که این کشور تا آن زمان داشت.
پس از ۵ سال حکومت به غیرنظامیان بازگشت.